# Star One C12
O Star One C12 (também conhecido por NSS-10 e antigamente por Worldsat 2, AMC-12, GE-1i e Astra 4A) é um satélite de comunicação geoestacionário construído pela Thales Alenia Space que está localizado na posição orbital de 37,5 graus de longitude oeste e é operado pela SES em parceria com a Embratel Star One. O satélite foi baseado na plataforma Spacebus-4000C3 e sua expectativa de vida útil é de 16 anos.
O mesmo é um dos satélites de orbita geoestacionária utilizado pela empresa Embratel Star One para comunicação brasileira e intercontinental, formalmente este satélite corresponde a alguns transponders do satélite NSS-10 comprados pela Embratel Star One que os batizou com o nome Star One C12 da empresa SES Americon que possui participação de 20% na Embratel Star One.

## Objetivo
O satélite Star One C12 foi lançado em 3 de fevereiro de 2005 pela Embratel Star One em parceria com a SES Americom. A Embratel Star One tem transponders (canais de transmissão) em banda C, com cobertura para o território do Brasil e América do Sul.
O satélite encontra-se em órbita geoestacionária a 37,5 graus de longitude oeste, uma posição destacada no atendimento às mais diversas aplicações via satélite, tais como transmissão de vídeo, backbone de telefonia fixa, celular e construção de redes corporativas com cobertura internacional.
O Star One C12 é voltado às empresas com necessidade de tráfego internacional de vídeo – distribuição de vídeo, transmissão de eventos internacionais, educação à distância, aplicações governamentais, backbone de telefonia IP e celular.

## História
Este satélite é baseado na nova geração da plataforma Spacebus-4000C3, foi originalmente encomendado pelo GE-Americom sob o nome GE-1i. Ele foi renomeado para AMC-12 após a SES assumir a Americom.
O AMC-12 possui 72 transponders de banda C, que fornecem TV digital, telecomunicações, transmissão de dados e vídeo, ligando o Oceano Atlântico Norte, América do Sul, Europa e África.
No início de 2004, o AMC-12 foi transferido para Worldsat LLC, uma nova subsidiária da SES Americom como Worldsat 2. No início de 2005, algumas semanas antes do lançamento, ele foi renomeado novamente agora para AMC-12.
24 transponders do satélite NSS-10 (anteriormente chamado de AMC-12) foram contratados em junho de 2005 pela SES Astra, esta capacidade era comercializada na África sob o nome Astra 4A (não confundir com o atual satélite Astra 4A). Os 18 transponders operados pela Embratel Star One são comercializados como Star One C12.
Em março de 2007, o satélite foi transferido para a SES New Skies e renomeado para NSS-10.

## Lançamento
O satélite foi lançado com sucesso ao espaço no dia 3 de fevereiro de 2005, às 03:27 UTC, por meio de um veículo Proton-M/Briz-M (Ph.1) a partir do Cosmódromo de Baikonur no Cazaquistão. Ele tinha uma massa de lançamento de 4.953 kg.

## Capacidade e cobertura
O Star One C12/NSS-10 está equipado com 72 transponders em banda C para prestar serviços a América do Sul, especialmente para o Brasil, África e Europa.